# Meotachys
Meotachys is een geslacht van kevers uit de familie van de loopkevers (Carabidae). De wetenschappelijke naam van het geslacht is voor het eerst geldig gepubliceerd in 1974 door Erwin.

## Soorten
Het geslacht Meotachys omvat de volgende soorten:
- Meotachys amplicollis (Bates, 1882)
- Meotachys fraterculus (Bates, 1871)
- Meotachys insularum (Bates, 1884)
- Meotachys jansoni (Bates, 1882)
- Meotachys platyderus (Bates, 1871)
- Meotachys rufulus (Motschulsky, 1855)
- Meotachys squiresi (Bates, 1871)
- Meotachys sulcipennis (Bates, 1871)